# Carlos Ulrrico Cesco
Carlos Ulrrico Cesco (General Arenales, Província de Buenos Aires, 15 de setembre de 1910 - Província de San Juan, 5 de novembre de 1987) va ser un astrònom argentí fundador i director de l'Estació Astronòmica que avui porta el seu nom (ex El Leoncito). Algunes fonts els nomenen com Carlos Ulrico Cesco, de manera incorrecta. Germà de Reynaldo Pedro Cesco i fill de Juan Carlos Cesco.
Cesco va ser deixeble de l'astrònom i enginyer Félix Aguilar i es va dirigir a San Juan amb altres astrònoms com Bernard Dawson i Juan Nissen, per instal·lar-hi allí el 28 de setembre de 1953 el tercer observatori astronòmic establert a l'Argentina, que va portar el nom de "Félix Aguilar". Va ser descobridor de nombrosos asteroides.
El 1947, l'astrònom nord-americà W. Wright va iniciar als Estats Units un programa per establir els moviments propis dels estels visibles en l'hemisferi nord, per a això es va construir un telescopi fotogràfic de gran camp. El 1952 els científics van comprendre que el programa seria més efectiu si es realitzava des de l'hemisferi sud. Per aquest fi Cesco, el 1962, va proposar a les universitats de Yale i Columbia, organitzadores del projecte, executar el projecte des de San Juan, a l'Argentina. Aprovada la seva proposta Cesco va triar la ubicació de "El Leoncito", situat a 40 km de Barreal, per instal·lar-hi un nou observatori per emprendre el projecte. Inicialment l'observatori es va dir Observatori Austral i va ser rebatejat el 1990 com a Estació Astronòmica Dr. Carlos Ulrrico Cesco. Es tracta de l'observatori astronòmic situat a major altura en l'Argentina.
En l'Associació Argentina d'Astronomia va exercir diversos càrrecs des de la seva creació, sent alguns dels més importants:
- Vicepresident en el període entre 1963 i 1966.
- Vocal en el període entre 1966 i 1969.
- Tresorer en el període entre 1969 i 1972.[4]

A més d'una vintena d'asteroides, va descobrir un cometa (1974i). I es va denominar en el seu honor i en del seu germà Reynaldo Pedro Cesco a l'asteoride (1571) Cesco.
Cesco va coordinar les recerques realitzades des del Leoncito fins a la seva mort.

## Els seus 20 asteroides descoberts
| (1770) Schlesinger | 10 de maig de 1967     | amb A. R. Klemola |
| (1829) Dawson      | 6 de maig de 1967      | amb A. R. Klemola |
| (1867) Deífob      | 3 de març de 1971      |                   |
| (1917) Cuyo        | 1 de gener de 1968     | amb A. G. Samuel  |
| (1919) Clemence    | 16 de setembre de 1971 | amb J. Gibson     |
| (1920) Sarment     | 11 de novembre de 1971 | amb J. Gibson     |
| (1958) Chandra     | 24 de setembre de 1970 |                   |
| (1991) Darwin      | 6 de maig de 1967      | amb A. R. Klemola |
| (2308) Schilt      | 6 de maig de 1967      | amb A. R. Klemola |
| (2399) Terradas    | 17 de juny de 1971     |                   |
| (2504) Gaviola     | 6 de maig de 1967      | amb A. R. Klemola |
| (3833) Calingasta  | 27 de setembre de 1971 | amb J. Gibson     |
| (5299) Bittesini   | 8 de juny de 1969      |                   |
| (5757) Tichá       | 6 de maig de 1967      | amb A. R. Klemola |
| (6810) 1969 GC     | 9 d'abril de 1969      |                   |
| (8127) 1967 HA     | 27 d'abril de 1967     |                   |
| (8128) Nicómaco    | 6 de maig de 1967      | amb A. R. Klemola |
| (10450) 1967 JQ    | 6 de maig de 1967      | amb A. R. Klemola |
| (11437) 1971 SB    | 16 de setembre de 1971 | amb J. Gibson     |
| (30720) 1969 GB    | 9 d'abril de 1969      |                   |